# نيت لي (لاعب كرة قدم)
نيت لي (بالإنجليزية: Nate Lee)‏ هو لاعب كرة قدم أمريكي في مركز الدفاع، ولد في 6 مايو 1994 في Derwood, Maryland ‏ في الولايات المتحدة.

## وصلات خارجية
- نيت لي (لاعب كرة قدم) على موقع قاعدة بيانات كرة القدم.إي يو (الإنجليزية)
- نيت لي (لاعب كرة قدم) على موقع ناشيونال فوتبول تيمز (الإنجليزية)
- نيت لي (لاعب كرة قدم) على موقع Soccerway.com (الإنجليزية)